# Hammaptera oppositata
Hammaptera oppositata är en fjärilsart som beskrevs av Walker 1862. Hammaptera oppositata ingår i släktet Hammaptera och familjen mätare. Inga underarter finns listade i Catalogue of Life.